# Zhaotun (sockenhuvudort i Kina, Liaoning Sheng, lat 41,41, long 121,88)
Zhaotun (kinesiska: 赵屯, 赵屯镇) är en sockenhuvudort i Kina. Den ligger i provinsen Liaoning, i den nordöstra delen av landet, omkring 130 kilometer väster om provinshuvudstaden Shenyang. Antalet invånare är 26 209. Befolkningen består av 13 041 kvinnor och 13 168 män. Barn under 15 år utgör 12,0 %, vuxna 15-64 år 77 %, och äldre över 65 år 10,0 %.
Runt Zhaotun är det ganska tätbefolkat, med 116 invånare per kvadratkilometer. Närmaste större samhälle är Goubangzi, 9,5 km väster om Zhaotun. Trakten runt Zhaotun består till största delen av jordbruksmark.
Genomsnittlig årsnederbörd är 755 millimeter. Den regnigaste månaden är juli, med i genomsnitt 183 mm nederbörd, och den torraste är januari, med 8 mm nederbörd.